# Wonder Woman (film, 2017)
Pour les articles homonymes, voir Wonder Woman (homonymie).
Série DC Extended Universe
Suicide Squad
(2016) Justice League
(2017)
Série Wonder Woman
Wonder Woman 1984
(2020)
Pour plus de détails, voir Fiche technique et Distribution.
Wonder Woman est un film de super-héros américano-chinois réalisé par Patty Jenkins, sorti en 2017.
Le personnage de Wonder Woman créé par William Moulton Marston en 1941 avait déjà été adapté en série télévisée dans Wonder Woman (1977-1979) mais il s'agit avec ce film de la première adaptation cinématographique en prise de vues réelle entièrement consacrée au personnage, après son apparition dans Batman v Superman : L'Aube de la Justice sorti en 2016.
Écrit par Allan Heinberg, Zack Snyder et Geoff Johns, le film traite de l'arrivée de la guerrière amazone Wonder Woman dans le monde des hommes au cours de la Première Guerre mondiale pour sauver les populations des manipulations du dieu grec de la guerre, Arès.
Gal Gadot interprète Diana Prince, aussi connue en tant que Wonder Woman, une guerrière amazone élevée sur une île isolée de la civilisation humaine qui rencontre accidentellement un officier américain nommé Steve Trevor, incarné par Chris Pine, duquel elle tombera amoureuse et qui la mènera sur le front de l'ouest lors de la Première Guerre mondiale pour affronter le dieu Arès et ainsi mettre un terme au conflit.
Lors de son exploitation, le film bat plusieurs records. D'abord, pour son premier week-end d'exploitation aux États-Unis, le film récolte plus de 200 millions de dollars de recettes. Wonder Woman devient dès lors le plus gros succès commercial lors de son premier week-end d'ouverture pour un film réalisé par une femme, devançant ainsi Cinquante nuances de Grey.
Après quatre semaines d'exploitation aux États-Unis, le film récolte 346,6 millions de dollars et dépasse les résultats obtenus par Batman v Superman : L'Aube de la Justice en douze semaines, Suicide Squad et Man of Steel en quatorze semaines. Wonder Woman se hisse ainsi à la première place des plus gros succès du DC Extended Universe et à la troisième pour les adaptations des bandes dessinées de DC Entertainment aux États-Unis,.
Au total, le film amasse 821,8 millions de dollars de recettes dans le monde (pour un budget de 120 à 150 millions de dollars), devenant le 5e meilleur démarrage de l'année 2017, et le 17e meilleur démarrage d'une franchise de tous les temps.
Salué par la critique mondiale,,, il occupait la 1re place du classement des meilleurs films de super-héros de tous les temps par le site Rotten Tomatoes, avec plus de 92 % de critiques positives et une note de 7.5/10. Plusieurs critiques pointent cependant de nombreuses incohérences et facilités scénaristiques ainsi que des restitutions historiques peu rigoureuses,.
Une suite, intitulée Wonder Woman 1984 et toujours réalisée par Jenkins, est sortie fin 2020 aux États-Unis.

## Synopsis
Peu de temps après la mort de Superman, Diana Prince se rend à son travail au musée du Louvre, à Paris. Sur place, elle reçoit un colis de Wayne Enterprises et découvre que c'est la photo d'elle-même et de quatre hommes prise pendant la Première Guerre mondiale en Belgique. Il y a également un mot de la part de Bruce Wayne. Il l'informe qu'il s'agit de l'originale (que Wayne retrouva après l'emprisonnement de Lex Luthor) et lui demande de lui raconter un jour l'histoire de cette photo. Cela incite Diana à se remémorer son passé.
Autrefois, Diana vivait sur l'île de Themyscira parmi les Amazones. Selon un mode de vie antique, elles étaient dirigées par la mère de Diana, la reine Hippolyte et sa sœur, la générale Antiope, chargée d'entraîner les guerrières. N'ayant pas pu avoir d'enfant, la reine sculpta une fille en argile et demanda à Zeus de lui donner vie. Ainsi naquit la princesse Diana. Dès son plus jeune âge, Diana s’intéressa au combat mais sa mère refusa qu'elle soit entraînée. Antiope décida donc de former sa nièce en secret. Un soir, Hippolyte raconte une histoire à Diana : au commencement, les dieux régnaient sur la Terre. Zeus était leur roi. Il créa des êtres sur lesquels les dieux règneraient. Zeus appela sa création, l'Homme. Mais l'un de ses fils, Arès, le dieu de la Guerre, devint jaloux des humains et chercha à corrompre les créatures de son père. Arès dressa les humains les uns contre les autres et la guerre ravagea la Terre. Les dieux créèrent donc les Amazones pour infléchir le cœur des hommes par l'amour et rétablir la paix sur Terre. Et pendant une courte période, la paix régna. Mais cela ne dura pas. Hippolyte mena une révolte qui libéra toutes les Amazones de l'esclavage des hommes. Lorsque Zeus envoya les dieux participer à la défense des Amazones, Arès tua tous les dieux un par un. Il ne reste plus que Zeus lui-même. Zeus utilisa son dernier pouvoir pour arrêter Arès. Il lui porta un coup d'une telle puissance que le dieu de la Guerre fut forcé de battre en retraite. Mais Zeus savait qu'un jour Arès reviendrait achever sa mission. Une guerre sans fin où les humains finiraient par se détruire eux-mêmes et les Amazones avec eux. Alors Zeus laissa aux Amazones une arme assez puissante pour tuer un dieu. De son dernier souffle, Zeus créa Themyscira pour cacher les Amazones du monde extérieur. Un endroit où Arès ne pourrait les trouver. Hippolyte montre à Diana une épée sacrée, apparemment l'arme assez puissante pour tuer un dieu.
Un jour, sur une plage de l'île, Diana aperçoit un avion en difficulté traverser le dôme et tomber dans la mer. Diana se porte au secours du pilote, Steve Trevor. Mais un navire allemand, à la poursuite du pilote, traverse aussi le bouclier et découvre l'île. Des dizaines de soldats allemands accostent sur l'île et affrontent la tribu des amazones. Trevor et Diana aident les Amazones à éliminer les Allemands. Durant l'affrontement, Antiope est abattue par un soldat et succombe dans les bras de Diana. Après la bataille, les Amazones, ivres de rage, sont d'avis de tuer Trevor mais Diana prend sa défense, arguant qu'il les a aidées à éliminer les envahisseurs. Trevor refusant de révéler qui il est et d'où il vient, les Amazones le ligotent avec le lasso magique d'Hestia, qui peut obliger n'importe qui à dire la vérité. Trevor avoue donc qu'il était chargé d'espionner une scientifique au service de l'Allemagne, Isabel Maru surnommée « Dr Poison », qui fabrique des armes toxiques révolutionnaires. Trevor essaya de s'enfuir à bord d'un avion allemand avant d'être abattu au-dessus de la mer et de s'écraser près de l'île. Trevor supplie les Amazones de le laisser repartir pour qu'il apporte le carnet à son état-major à Londres et mettre fin à la Première Guerre mondiale. Lorsque Diana lui demande de quelle guerre il parle, Trevor lui explique que vingt-sept pays sont entrés en guerre et que, en quatre ans, le conflit a déjà fait 25 millions de morts.
Persuadée que cette guerre est l’œuvre d'Arès, Diana supplie sa mère de la laisser partir avec le pilote ; Diana espère ainsi, avec l'épée sacrée, trouver Arès et le tuer. Devant le refus de sa mère, Diana attend la nuit et s'enfuit à bord d'un bateau avec Trevor et emmène l'épée avec elle, ainsi qu'un bouclier, ses protège-poignets indestructibles et le lasso de la vérité. Durant la croisière, Diana explique à Trevor que les hommes ont dû être ensorcelés par Arès et que sa mort les réveillera et mettra fin à la guerre. Trevor n'ose pas lui dire la vérité sur les hommes et la laisse se bercer d'illusions.
Après des jours de navigation, Diana et Trevor arrivent à Londres. Trevor emmène d'abord Diana dans une boutique pour lui acheter des vêtements modernes afin qu'elle passe inaperçue. Le comportement de Diana, curieuse du monde des hommes, est tel que toutes les têtes se tournent sur son passage. Diana harcèle Trevor pour qu'il l'emmène sur le front ; selon elle, c'est là que doit se trouver Arès qui doit tout faire pour qu'il y ait le plus de victimes possible. Avant cela, Trevor doit amener le carnet qu'il a volé à son état-major. C'est ainsi que Diana rencontre plusieurs généraux arrogants et le distingué Sir Patrick Morgan, membre du Parlement britannique, seul parmi les Lords à vouloir négocier la paix. Le carnet de Maru étant écrit dans une langue inconnue, personne n'arrive à le traduire. Diana se distingue en annonçant que c'est un mélange d’ottoman et de sumérien et en fait la traduction : Maru aurait inventé un nouveau gaz fabriqué non pas avec du soufre (comme le gaz moutarde) mais avec de l'hydrogène, rendant ainsi les masques à gaz inefficaces. Trevor se porte volontaire pour aller avec son équipe éliminer Maru et détruire son gaz. L'état-major refuse, persuadé que la signature de l'armistice ne doit pas être menacée. Trevor et Diana décident d'aller tout de même sur le front en Belgique. Sir Patrick les approuve et leur fournit de l'argent et des papiers. Trevor recontacte ses trois frères d'armes — Sameer, un agent secret francophone, manipulateur et kleptomane, le tireur d'élite écossais Charlie et le Chef, un contrebandier amérindien en exil — et part sur le front avec eux et Diana. Après tout ce qu'on lui a dit de lui, Diana en vient à se demander si le général Ludendorff n'est pas Arès réincarné dans un corps humain.
Pendant ce temps, sur le front, le général allemand Erich Ludendorff devient fou de rage en apprenant que l'Allemagne négocie sa capitulation et, grâce au gaz créé par le Dr Maru, élimine son supérieur, le feld-maréchal Paul von Hindenburg, et tous les généraux chargés par le Kaiser Guillaume II de signer l'armistice avec les autres pays. Malgré la ruine de l'Allemagne, Ludendorff reste persuadé que la victoire est possible avec le gaz d'Isabel Maru. Sur place, Diana découvre les horreurs de la guerre et veut sans cesse aider les civils blessés ou affamés. Trevor refusant de compromettre leur mission, Diana perd patience et dévoile sa force et ses pouvoirs devant tout le monde en attaquant un bataillon allemand à elle seule et en libérant Veld, un village occupé. Dès lors, elle est acclamée comme une héroïne et gagne l'admiration de Trevor, Sameer, Charlie et du Chef. Plus tard, elle et ses coéquipiers sont pris en photo dans le village. Le soir même, Diana et les autres fêtent avec les habitants la libération de Veld. Trevor apprend à Diana comment danser avant de l'emmener dans sa chambre pour passer la nuit avec elle.
Le lendemain, l'équipe part vers un château où Ludendorff doit donner une réception pour convaincre l'état-major allemand de ne pas se rendre tout de suite. En chemin, Trevor révèle aux autres que Diana n'est pas une humaine normale et qu'elle vient d'une île peuplée uniquement de femmes. Charlie n'y croit pas, Sameer doute mais le Chef est prêt à y croire après avoir vu les pouvoirs de Diana. Une fois arrivés, Trevor et Diana s'infiltrent dans le château avec un uniforme et une robe de soirée volés. Pendant les cocktails, Diana est sur le point de tuer Ludendorff mais Trevor l'en empêche, la situation n'étant pas à leur avantage. Ludendorff fait devant tout le monde une démonstration du gaz de Maru en bombardant le village que Diana et Trevor avaient libéré la veille. Épouvantés, ils quittent le château et regagnent le village où ils trouvent tous les habitants morts. Ivre de rage, Diana rend Trevor responsable du massacre du fait qu'il l'a empêchée de tuer Ludendorff. Excédée, elle décide d'arrêter de finasser et d’attaquer de front la base de Ludendorff. Trevor, Sameer, Charlie et le Chef l'accompagnent. Durant la bataille, elle finit par coincer Ludendorff, rendu plus fort par une ampoule de gaz bleu de Maru, et le tue. Contrairement à ce qu'elle croyait, rien ne se passe : les soldats allemands continuent à se battre comme auparavant. Trevor fait comprendre à Diana qu'elle s'est peut-être trompée et qu'Arès n'a rien à voir avec cette guerre : ce conflit a bien été déclenché par des hommes parce qu'il y a beaucoup de vice en eux. Diana s'effondre, ses croyances partant en fumée : elle n'arrive pas à croire que les hommes puissent agir ainsi de leur plein gré. Écœurée, elle annonce à Trevor et aux autres qu'ils vont devoir se passer d'elle à partir de maintenant : elle estime que les hommes ne méritent pas qu'elle lutte pour eux.
Trevor, Sameer, Charlie et le Chef continuent à affronter les soldats de la base. Trevor essaie d'empêcher le décollage d'un avion, rempli du poison de Maru. Installée au sommet d'un mirador, Diana les regarde faire sans bouger lorsqu'elle entend un bruit derrière elle. Un homme, caché dans la pénombre, l'observe : c'est sir Patrick Morgan. Alors qu'elle se demande ce qu'il fait là, il lui dit qu'elle avait raison : les humains ne méritent pas qu'on les aide, ils méritent juste la destruction. Elle comprend qu'il est Arès réincarné. Elle essaie de le tuer avec l'épée sacrée mais Arès la fait fondre : seul un dieu peut tuer un autre dieu. Dans la mesure où elle est la fille de Zeus, elle doit juste réussir à mieux contrôler ses pouvoirs. Arès enfile une armure divine et Diana échoue à le vaincre. Pour la convaincre, il lui rappelle les horreurs qu'elle a vues : comme il l'avait affirmé autrefois aux autres dieux, les hommes sont mauvais par nature. Il jure n'avoir absolument pas déclenché cette guerre en corrompant les hommes (c'était inutile) même s'il reconnaît avoir susurré à Maru, dans son subconscient, la formule de son gaz pour mettre fin à l'espèce humaine.
L'avion plein de gaz étant sur le point de décoller, Trevor cherche une solution ; si l'avion décolle, il tuera en larguant son gaz des milliers de personnes ; s'ils empêchent le décollage, l'avion larguera le gaz au sol et tuera quand même beaucoup de personnes, le largage étant réglé automatiquement. Trevor réalise qu'il n'y a qu'une solution : faire décoller l'avion et le faire exploser en plein ciel, ainsi le gaz, composé d'hydrogène, se consumera dans les flammes. Trevor se sacrifie et décolle avec l'avion pendant que Sameer, Charlie et le Chef occupent les soldats allemands. Diana assiste à l'explosion de l'avion. La rage s'emparant d'elle, ses pouvoirs de déesse se décuplent et elle reprend l'avantage sur Arès. Elle reconnaît que les hommes sont mauvais mais le sacrifice de Trevor lui a donné envie de croire en autre chose. Elle finit par achever Arès en le foudroyant. De retour à Londres où les gens célèbrent la fin de la guerre, Diana et l'équipe remarquent un panneau d'affichage où sont accrochées des photos de soldats décédés durant la guerre, dont une de Steve. Diana caresse avec amour la photo avant de fermer les yeux pour admirer le monde à nouveau en paix.
De retour dans le présent, Diana envoie un e-mail à Bruce Wayne pour le remercier de lui avoir ramené la photo. Elle continue de se battre pour le bien en tant que Wonder Woman.

## Fiche technique
Sauf indication contraire, les informations mentionnées dans cette section peuvent être confirmées par les bases de données cinématographiques IMDb et Allociné,  présentes dans la section « Liens externes ».
- Titre original : Wonder Woman
- Titre chinois : 神奇女侠
- Réalisation : Patty Jenkins
- Scénario : Allan Heinberg, d'après une histoire de Zack Snyder, Allan Heinberg et Jason Fuchs, d'après le personnage Wonder Woman créé par William Moulton Marston en 1941
- Musique : Rupert Gregson-Williams
- Direction artistique : Steve Carter, James Collins, Phil Harvey, Dominic Hyman, Stuart Kearns, Dominic Masters, Peter Russell, Domenico Sica et Remo Tozzi
- Décors : Aline Bonetto
- Costumes : Lindy Hemming
- Photographie : Matthew Jensen
- Son : Chris Burdon, Jason Chiodo, Gilbert Lake, Matthew Iadarola, James Mather
- Montage : Martin Walsh
- Production : Charles Roven, Zack Snyder, Deborah Snyder et Richard Suckle
  - Production exécutive : Enzo Sisti
  - Production déléguée : Geoff Johns, Jon Berg, Wesley Coller, Stephen Jones, Steven Mnuchin et Rebecca Steel Roven Oakley
  - Coproduction : Tommy Gormley et Curtis Kanemoto
- Sociétés de production[15] :
  - États-Unis : Atlas Entertainment, Cruel and Unusual Films et DC Entertainment, présenté par Warner Bros., en association avec Dune Entertainment
  - Chine : Tencent Pictures et Wanda Pictures
- Société de distribution : Warner Bros.
- Budget : 149 millions de $[16],[17]
- Pays de production :  États-Unis,  Chine
- Langues originales : anglais, français, allemand, néerlandais, flamand, espagnol, chinois, grec ancien, indien d'Amérique du Nord
- Format[18] : couleur (Technicolor) - 35 mm / 70 mm / D-Cinema - 2,20:1 (Panavision 70) / 2,35:1 (Cinémascope) - son Dolby Atmos | 12-Track Digital Sound | Sonics-DDP | Dolby Surround 7.1 | IMAX 6-Track | Auro 11.1 | DTS (DTS: X) | SDDS
- Genre : action, aventures, fantastique, guerre, science-fiction, super-héros
- Durée : 141 minutes
- Dates de sortie[19] :
  - États-Unis : 25 mai 2017 (première mondiale à Los Angeles)[20] ; 2 juin 2017 (sortie nationale) ; 3 janvier 2018 (Festival international du film de Palm Springs)
  - Chine, Québec : 2 juin 2017[21]
  - France, Suisse romande : 7 juin 2017[22]
  - Belgique : 21 juin 2017[23]
- Classification[24] :
  - États-Unis : accord parental recommandé, film déconseillé aux moins de 13 ans (PG-13 - Parents Strongly Cautioned)[Note 3]
  - Chine : pas de système
  - France : tous publics[25]
  - Belgique : tous publics (Alle Leeftijden)[23]
  - Suisse romande : interdit aux moins de 12 ans[26],[22]
  - Québec : tous publics - déconseillé aux jeunes enfants (G - General Rating)[21]

## Distribution
- Gal Gadot (VF : Ingrid Donnadieu ; VQ : Lynda Thalie) : Diana Prince / Wonder Woman
  - Lilly Aspell (VF : Paloma Josso) : Diana à 8 ans
  - Emily Carey (VF : Clara Quilichini) : Diana à 12 ans
- Chris Pine (VF : Emmanuel Garijo ; VQ : Jean-François Beaupré) : Steve Trevor
- Connie Nielsen (VF : Marjorie Frantz ; VQ : Valérie Gagné) : Reine Hippolyte
- Robin Wright (VF : Juliette Degenne ; VQ : Anne Dorval) : Générale Antiope
- David Thewlis (VF : Gabriel Le Doze ; VQ : Benoît Rousseau) : Arès / Sir Patrick Morgan
- Danny Huston (VF : Jochen Hägele ; VQ : Jacques Lavallée) : General Erich Ludendorff
- Elena Anaya (VF : Élisabeth Ventura ; VQ : Aurélie Morgane) : Dr Isabel Maru, « Docteur Poison »
- Ewen Bremner (VF : Jean-François Vlérick ; VQ : Frédéric Desager) : Charlie
- Lucy Davis (VF : Véronique Alycia ; VQ : Manon Arsenault) : Etta Candy
- Lisa Loven Kongsli (VF : Nadine Girard) : Menalippe
- Saïd Taghmaoui (VF : Mustapha Abourachid ; VQ : Alain Zouvi) : Sameer
- Eugene Brave Rock (en) (VF : Philippe Vincent ; VQ : Olivier Visentin) : Chef
- Ann Wolfe : Artemis
- Ann Ogbomo : Philippus
- James Cosmo (VF : Frédéric Cerdal ; VQ : Aubert Pallascio) : Field marshal Haig
- Rainer Bock : Generalfeldmarschall Paul von Hindenburg
- Martin Bishop : Kaiser Guillaume II
- Rachel Pickup : Fausta Grables
- Doutzen Kroes (VF : Caroline Espargilière) : Venelia
Version française
  - Studio de doublage : Dubbing Brothers
  - Direction artistique : Barbara Tissier
  - Adaptation : Marion Bessay

Sources : version française (VF) sur AlloDoublage.com ; version québécoise (VQ) sur Doublage.qc.ca

Photos des acteurs
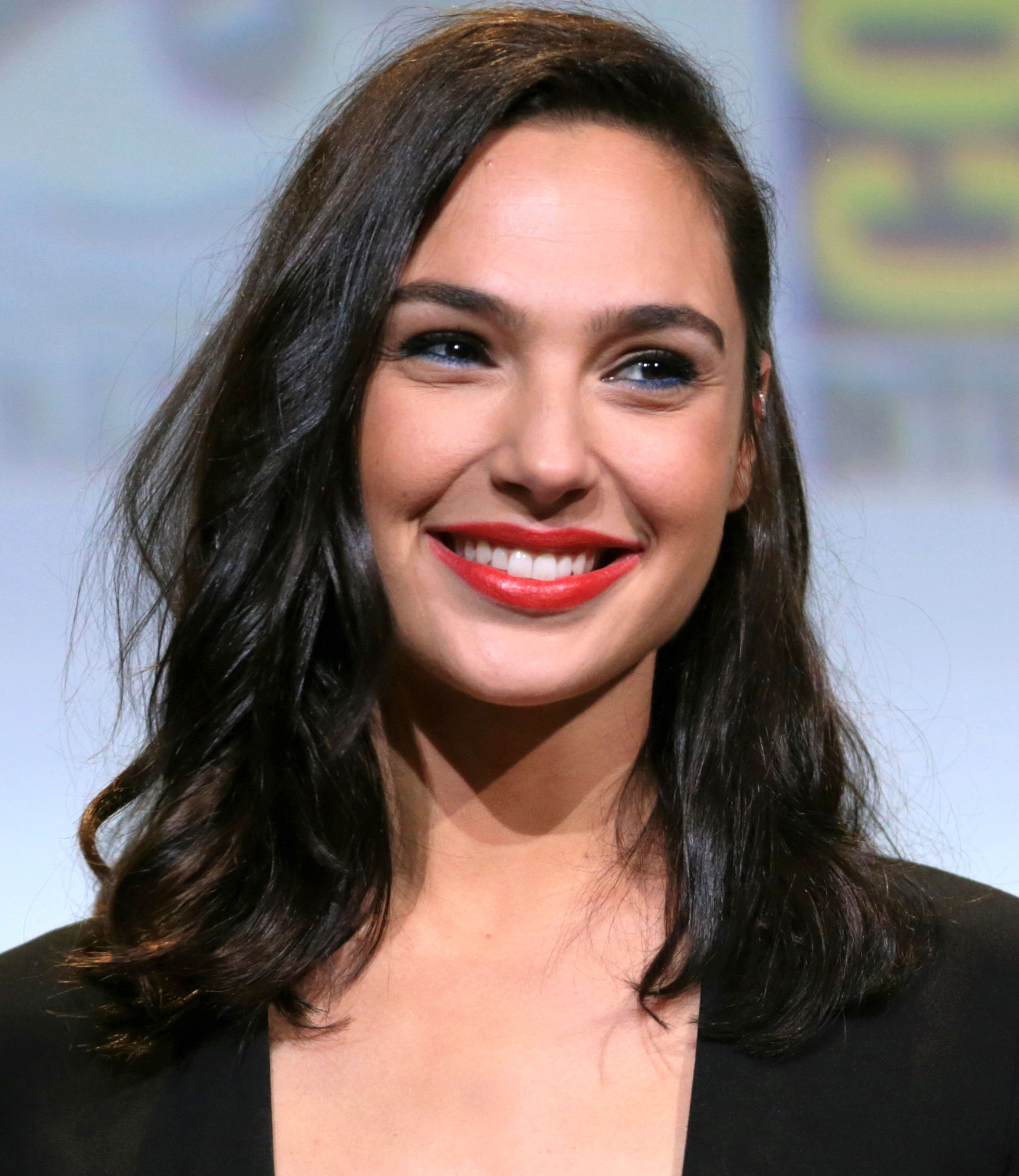
Gal Gadot dans le rôle de Wonder Woman / Diana Prince.
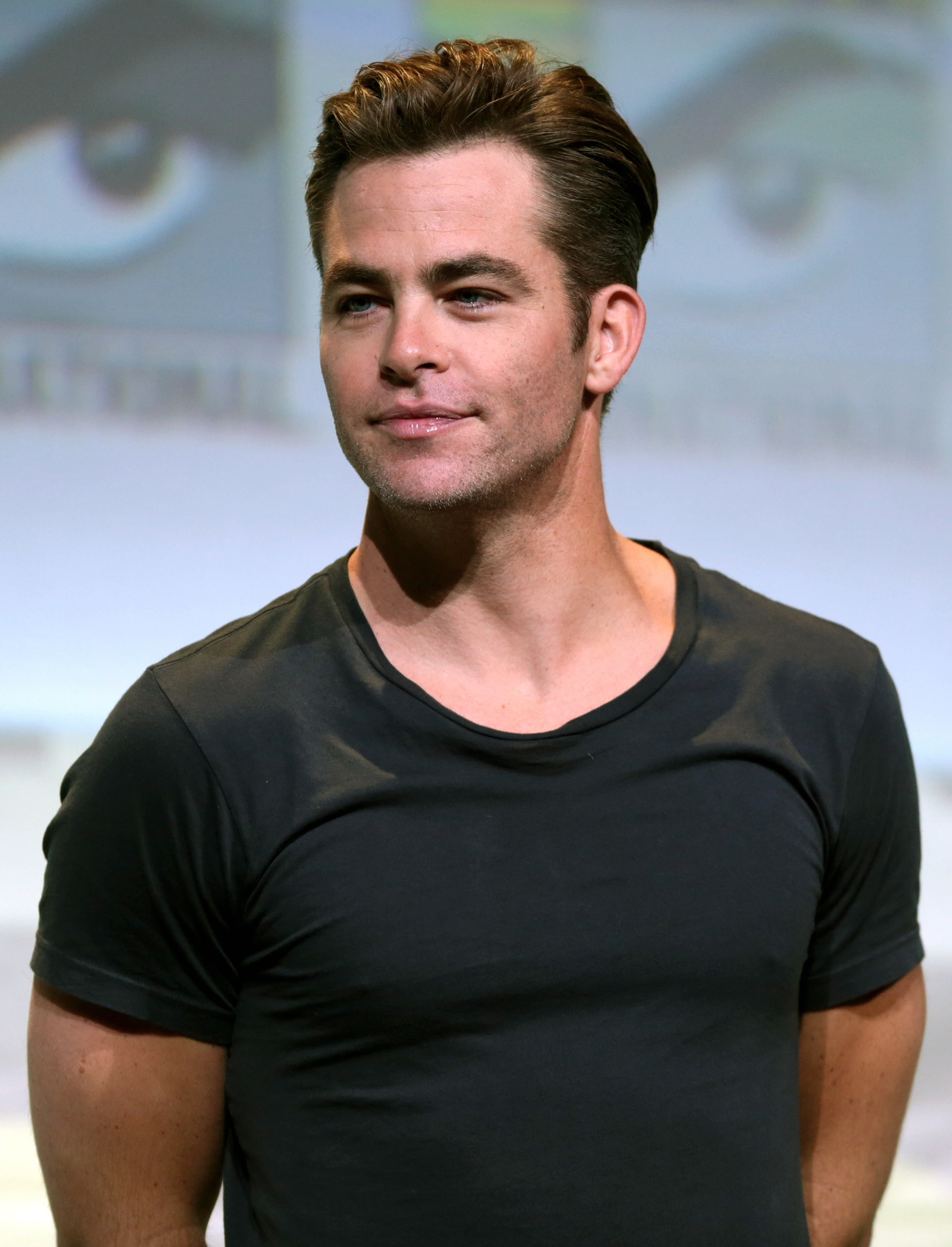
Chris Pine dans le rôle de Steve Trevor.
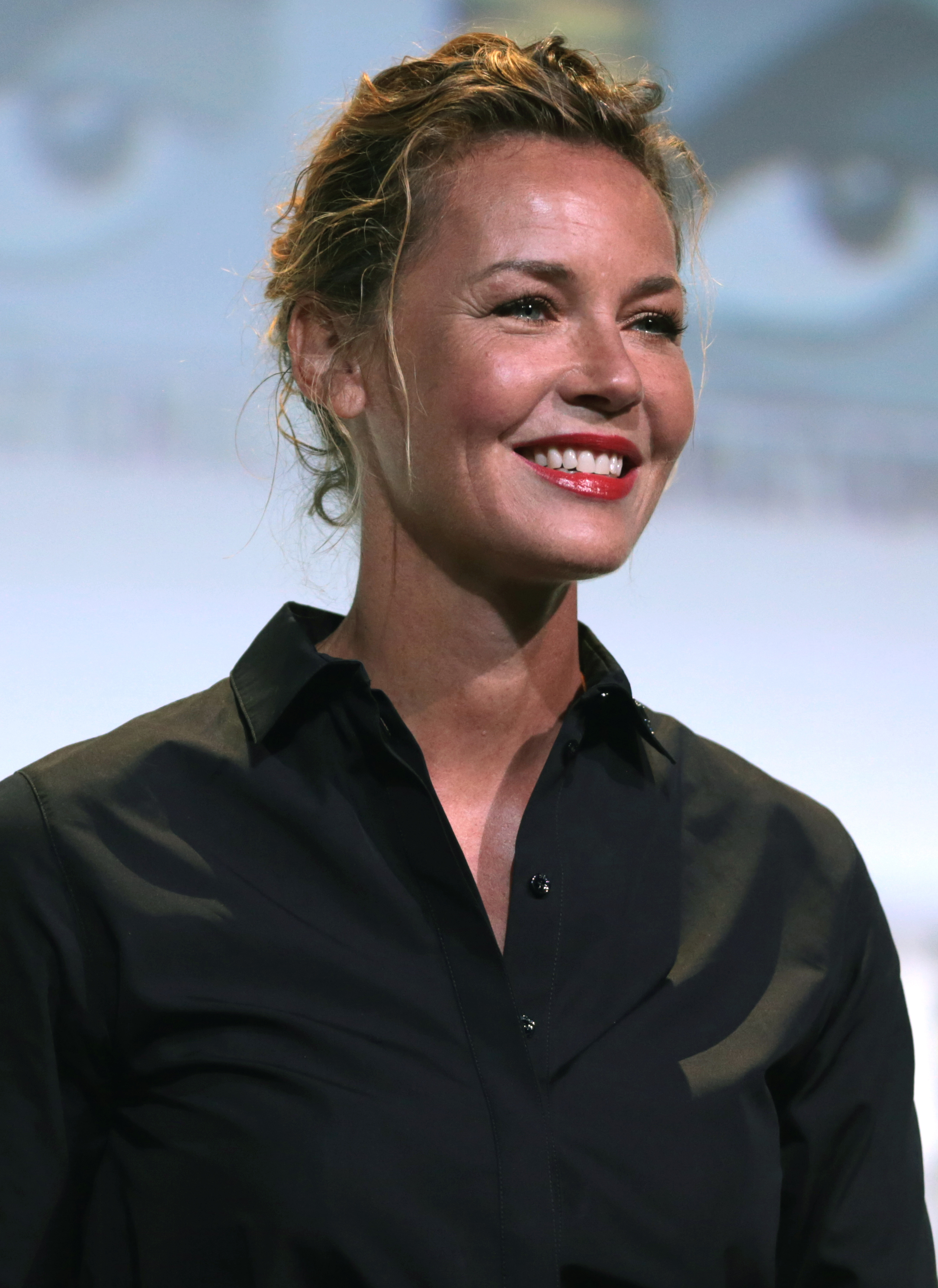
Connie Nielsen dans le rôle de Hippolyte.
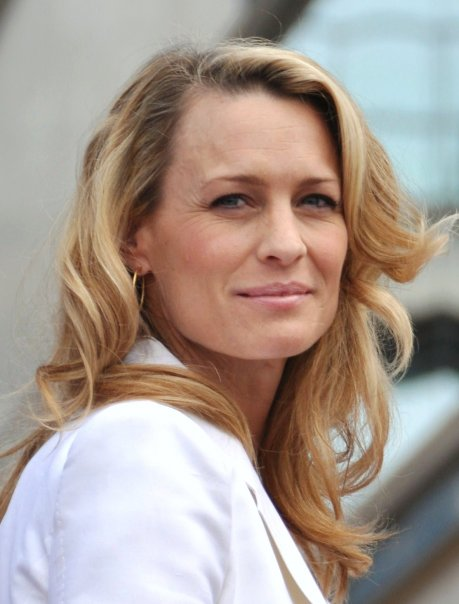
Robin Wright dans le rôle d'Antiope.
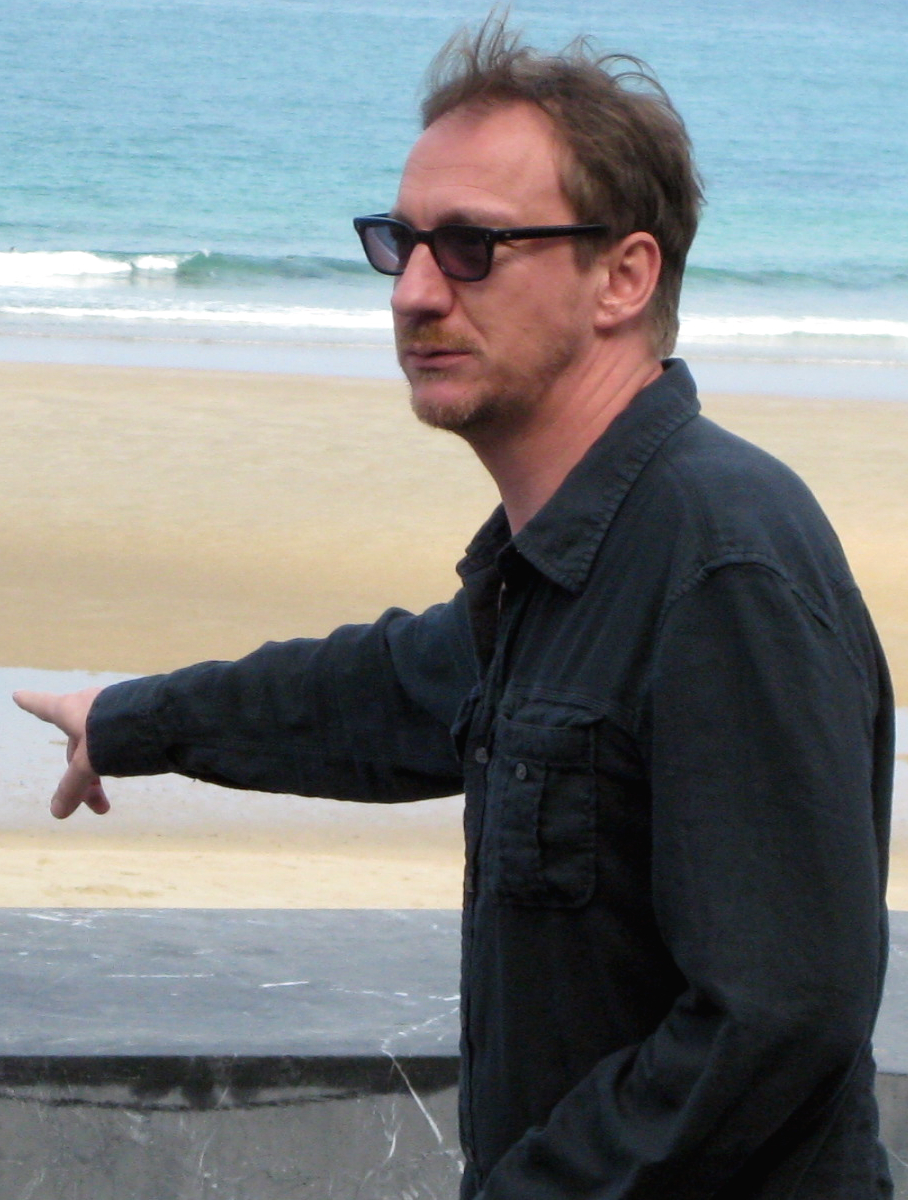
David Thewlis dans le rôle d'Arès / Sir Patrick Morgan.
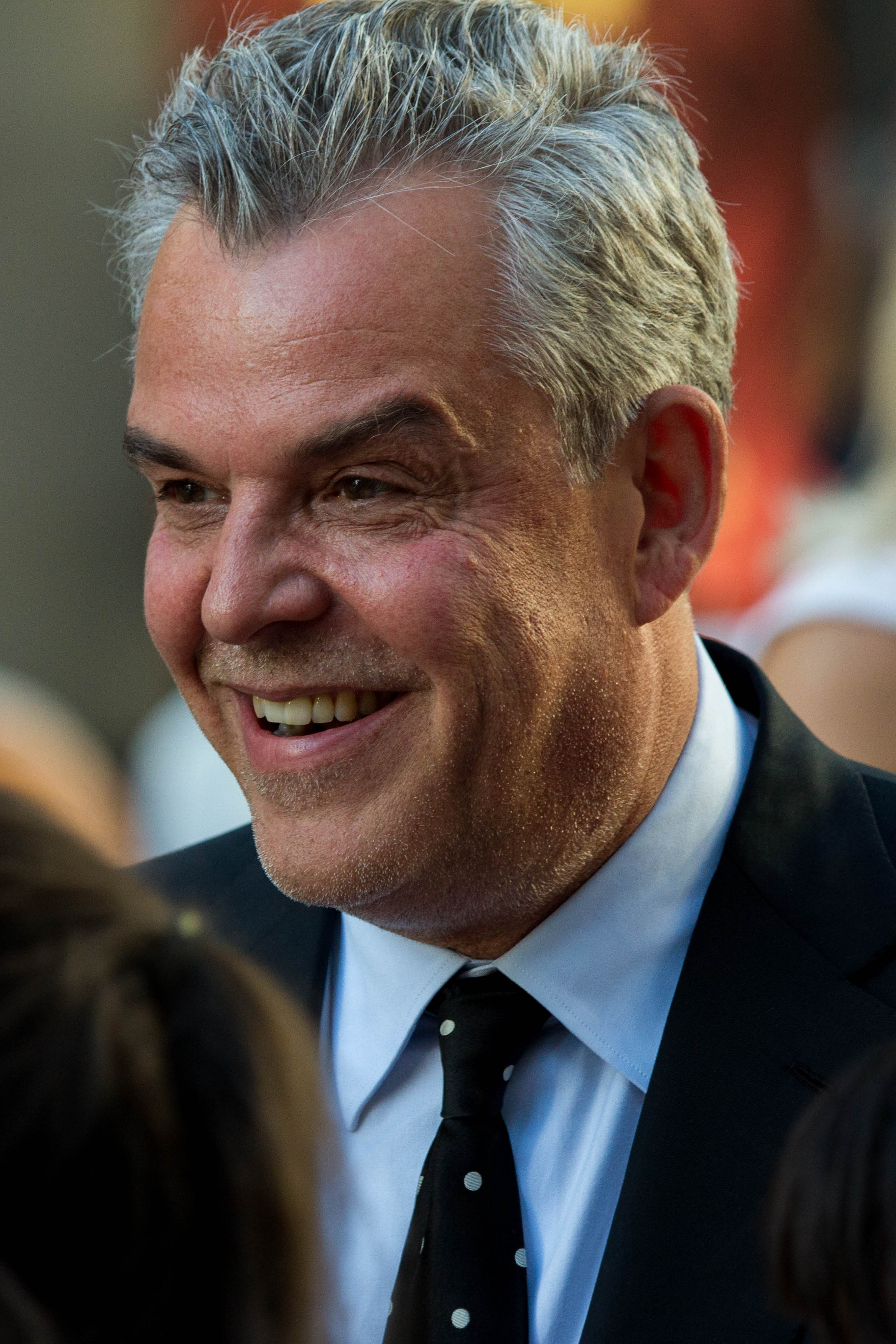
Danny Huston dans le rôle d'Erich Ludendorff.
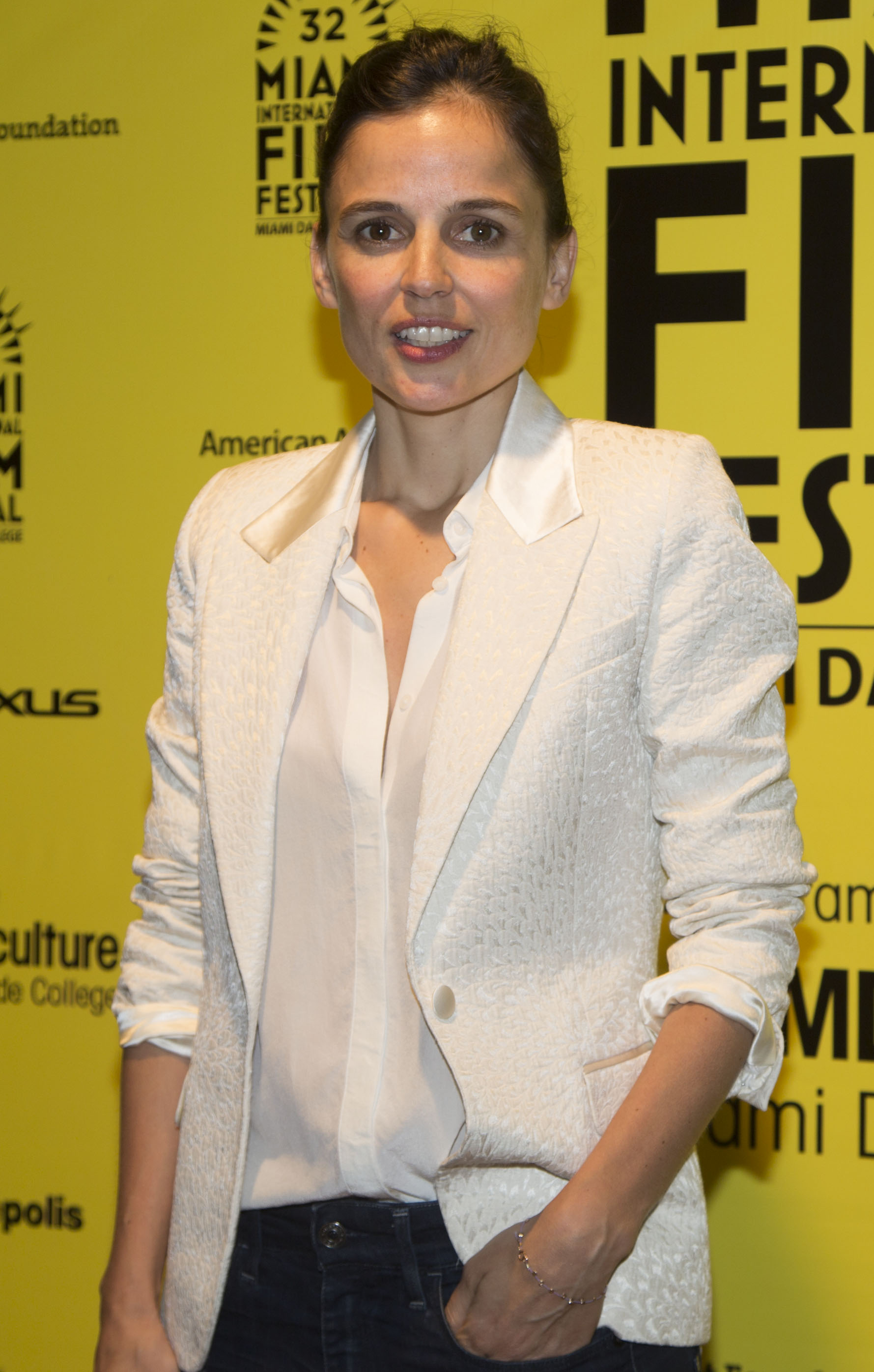
Elena Anaya dans le rôle d'Isabel Maru / Dr Poison.
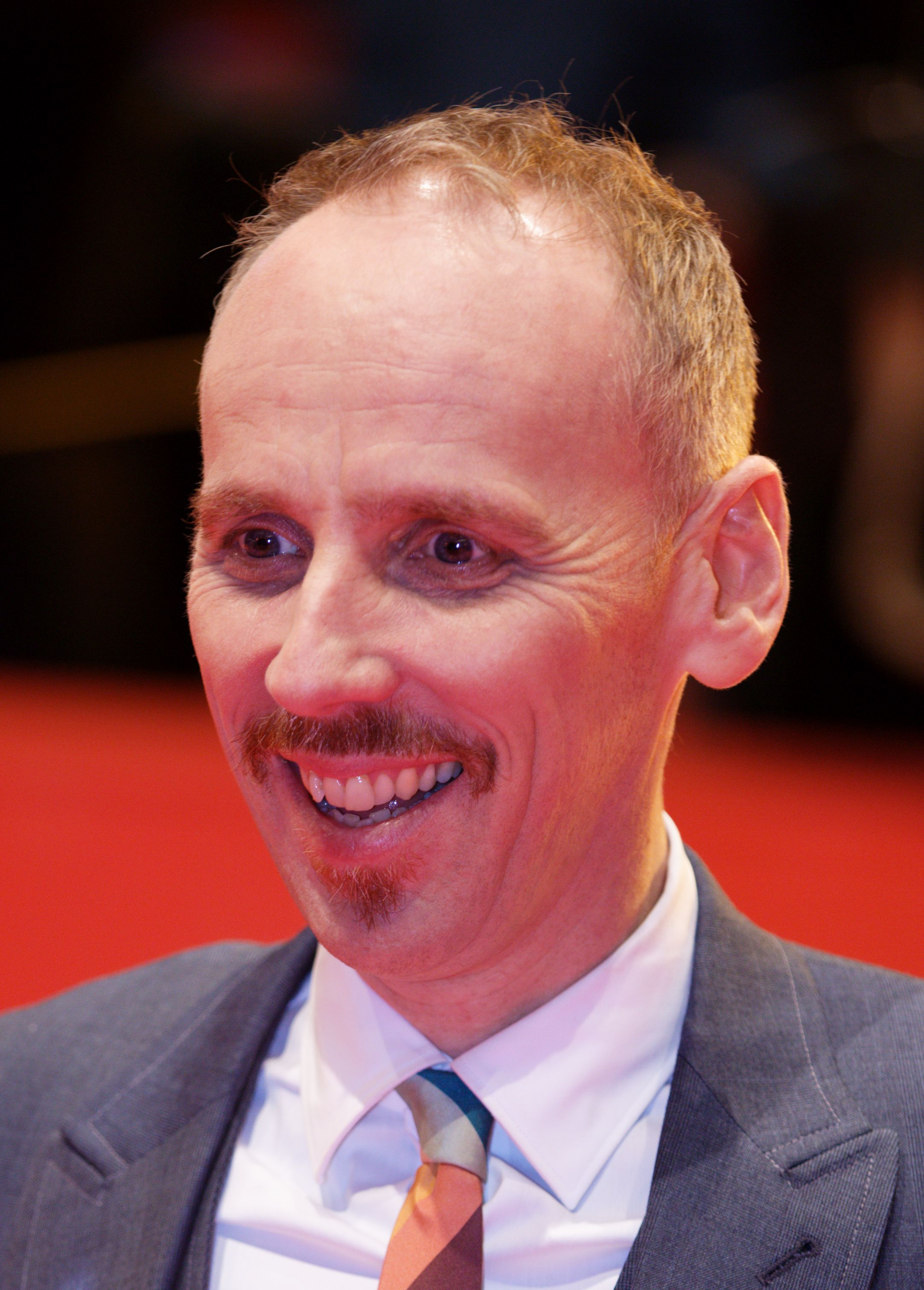
Ewen Bremner dans le rôle de Charlie.
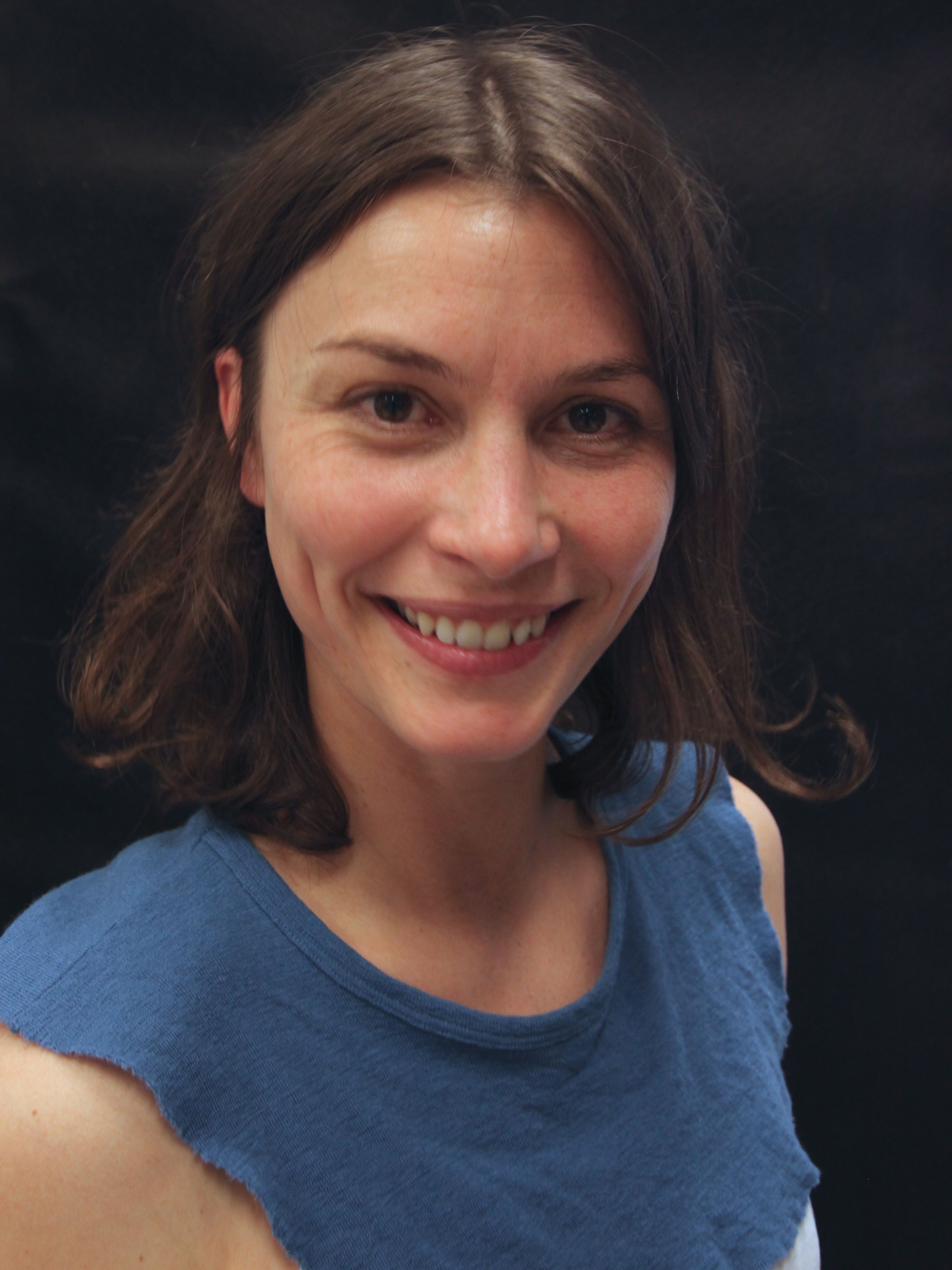
Lisa Loven Kongsli dans le rôle de Menalippe.
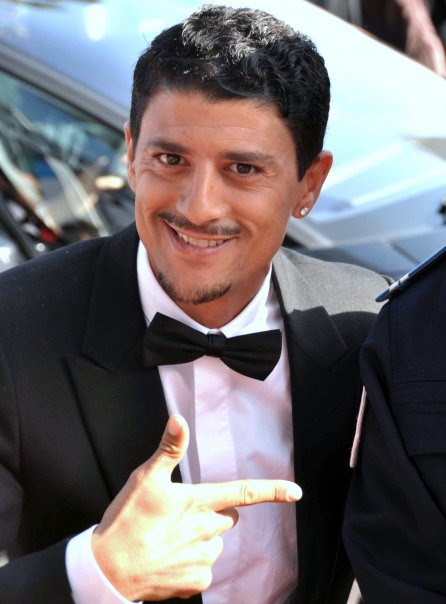
Saïd Taghmaoui dans le rôle de Sameer.
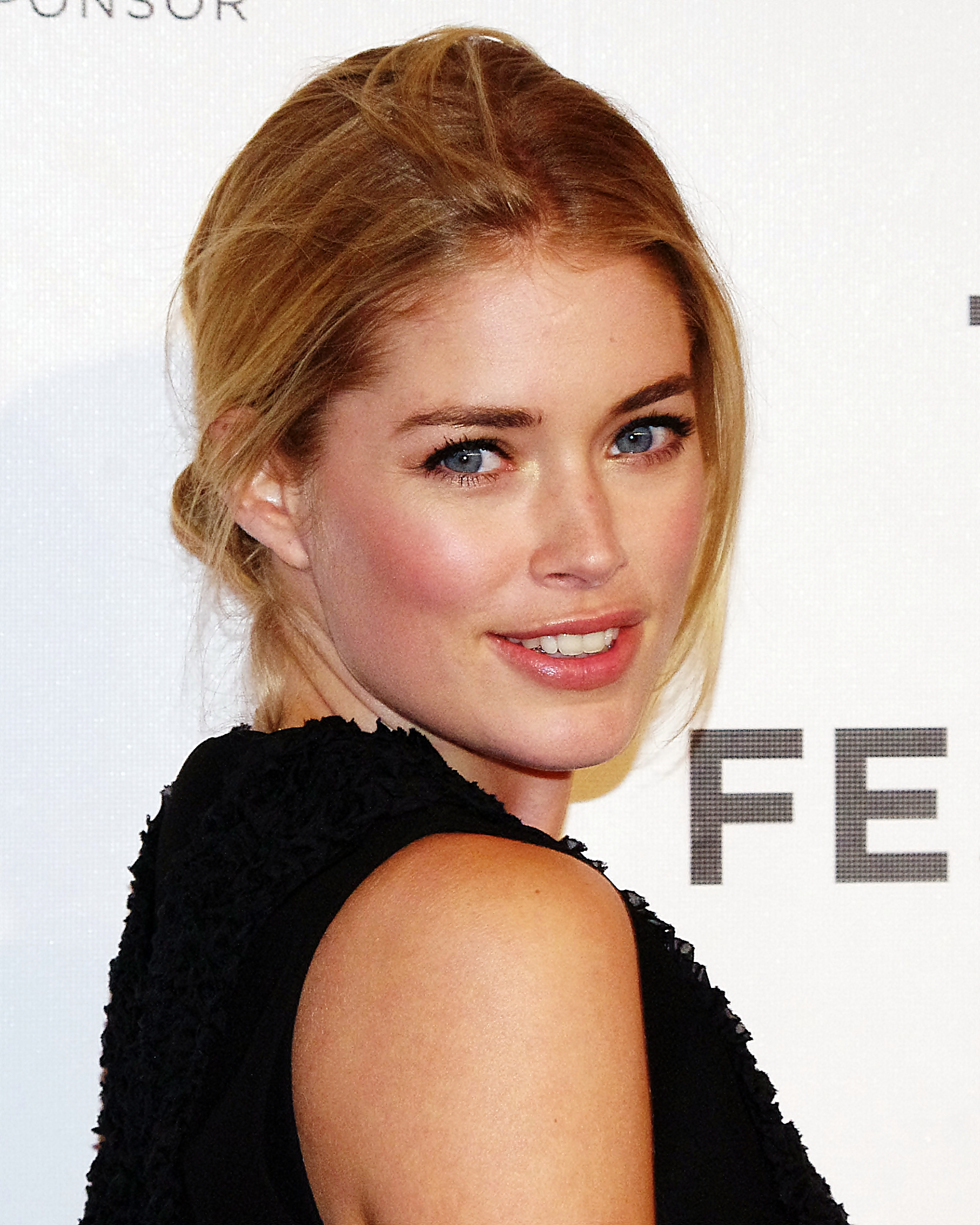
Doutzen Kroes dans le rôle de Venelia.
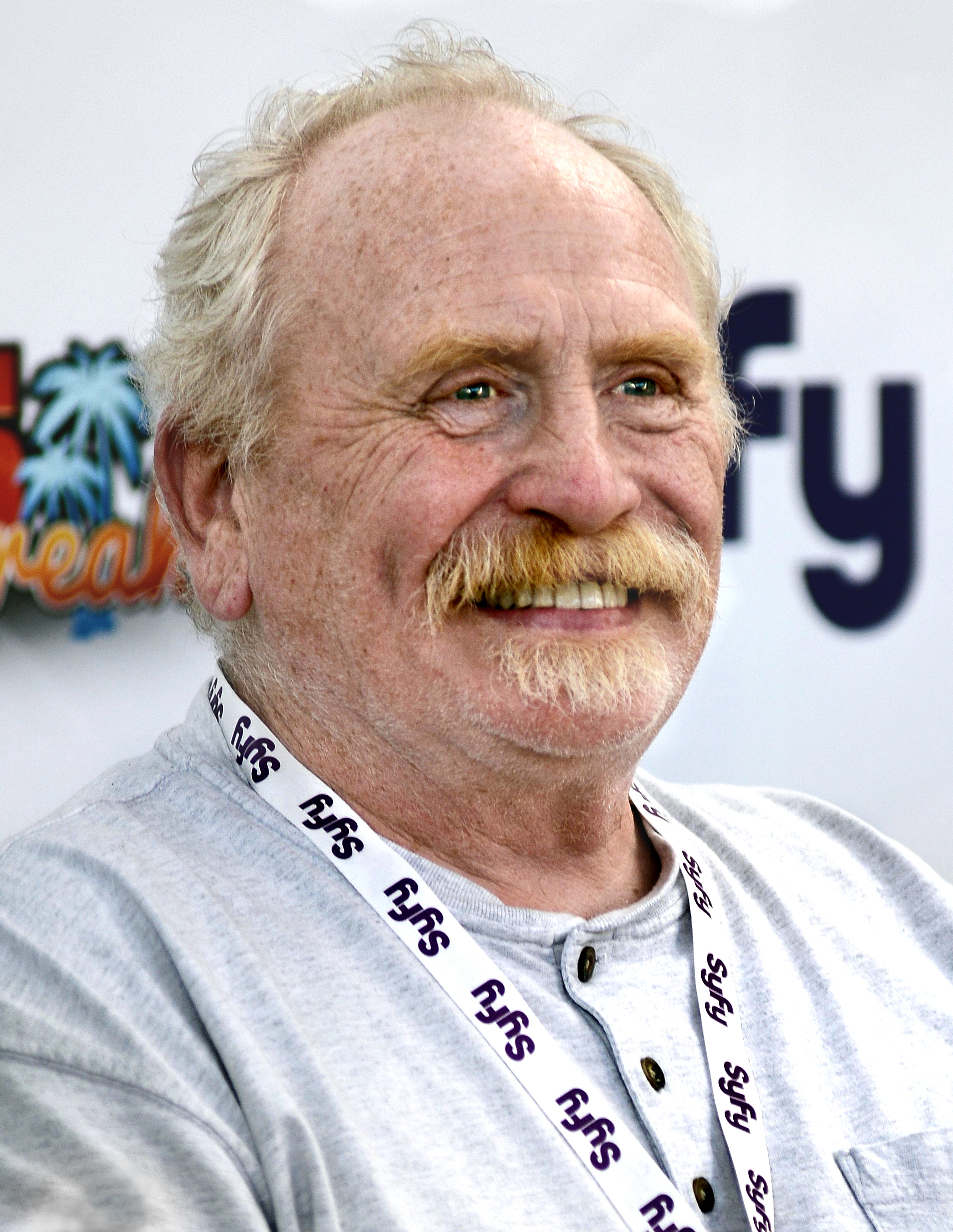
James Cosmo dans le rôle du Field marshal Haig.

## Production

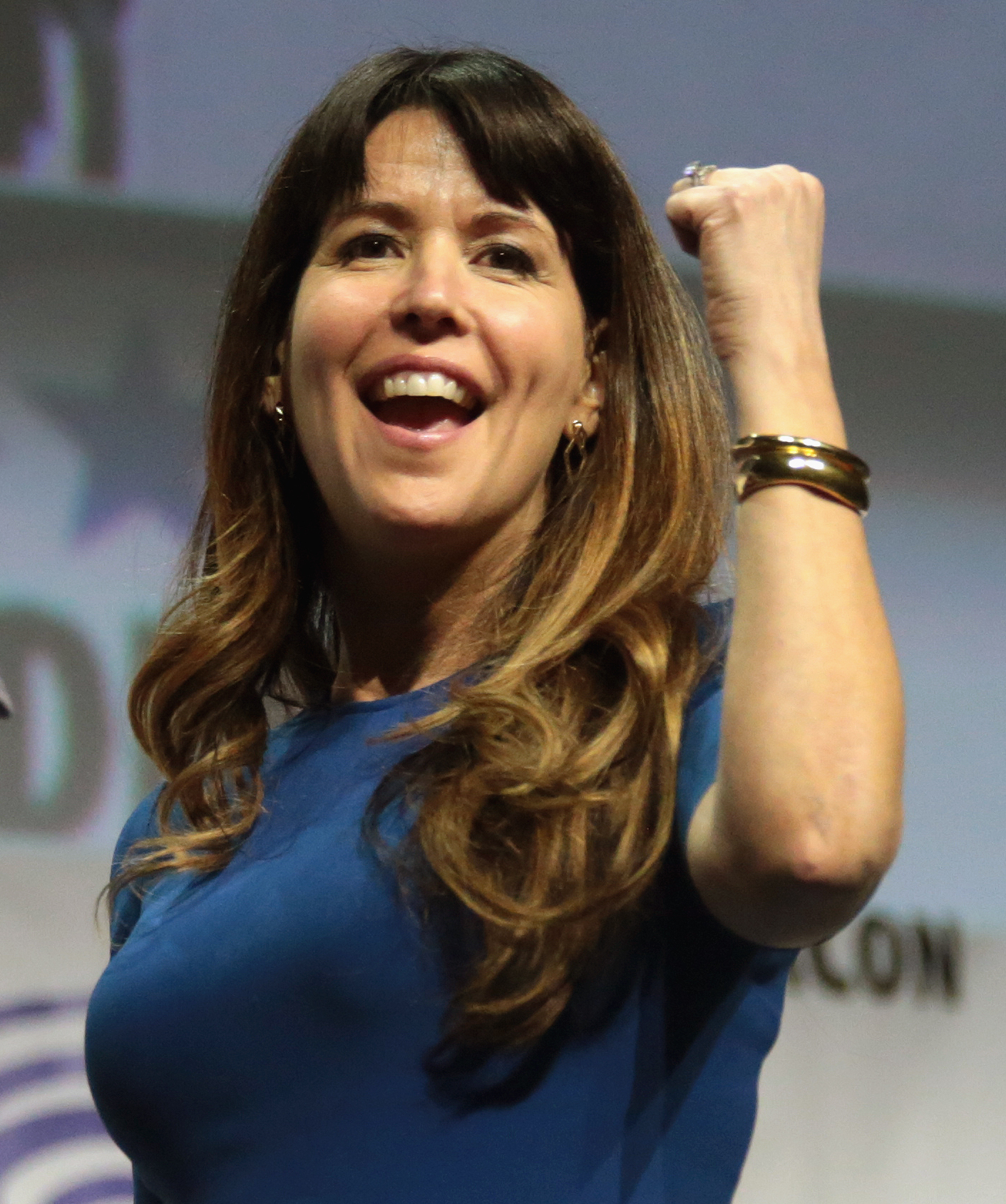
La réalisatrice Patty Jenkins au San Diego Comic-Con 2017.

### Développement
La volonté de réaliser un film sur Wonder Woman émerge dès 1996. Le réalisateur alors responsable du film était Ivan Reitman, qui devait être accompagné par les scénaristes Todd Alcott, annoncé en 2001 et Laeta Kalogridis, annoncée en 2003. En 2005, le projet est confié à Joss Whedon mais celui-ci décide de ne plus réaliser le film en 2007 à cause de profonds désaccords avec la société de production Silver Pictures sur l'histoire que devait narrer le film,.
En juillet 2014, durant le festival Comic-Con à San Diego, la société Warner Bros. annonce une multitude de projets en développement jusqu'en 2020 pour son univers cinématographique. Le calendrier fourni par les producteurs inclut une sortie pour le film Wonder Woman le 23 juin 2017. Au mois de novembre de la même année, la réalisatrice Michelle MacLaren est engagée par la société de production pour réaliser le film. Pourtant, en avril 2015, elle décide d'abandonner ce projet, par ailleurs sans scénario ni date de sortie officielle. En effet, la réalisatrice, en plus de ne pas être assez expérimentée dans la réalisation de longs métrages, mais plutôt dans celle de séries télévisées, souhaitait intégrer des scènes d'actions phénoménales contre l'avis des producteurs. Elle est immédiatement remplacée par Patty Jenkins.

### Scénario
Joss Whedon, originellement prévu pour réaliser Wonder Woman, commence l'écriture du scénario en 2005. Mais selon lui, puisque le « studio n'arrête pas d'imposer des changements et que les scénaristes se retrouvent ensevelis sous un amoncellement de développements », il décide d'abandonner le projet. Il est ensuite remplacé par Matthew Jennison et Brent Strickland, deux scénaristes peu expérimentés mais dont les écrits ont plu aux producteurs. Plus tard, des médias révèlent la teneur du scénario de Joss Whedon qu'ils jugent sexiste car il contient des stéréotypes,,. En décembre 2014, le scénariste Jason Fuchs est engagé par Warner Bros. pour écrire un scénario avec l'aide de la réalisatrice Michelle MacLaren mais il est remplacé en juillet 2016 par Zack Snyder, Allan Heinberg et Geoff Johns.

### Attribution des rôles
En décembre 2013, Warner Bros. recrute Gal Gadot pour interpréter Wonder Woman à trois reprises, d'abord dans Batman v Superman : L'Aube de la Justice (2016) puis dans Wonder Woman (2017) et enfin dans Justice League (2017),.

En juillet 2015, Chris Pine signe un contrat avec Warner Bros. pour interpréter le soldat américain Steve Trevor allié de Wonder Woman dans le film homonyme et dans ses suites. À propos de l'obtention de ce rôle, l'acteur déclare : « Ce qui m'excite le plus c'est de tourner dans un film avec une femme super-héros. Avec une femme dans le rôle principal. Je fais équipe avec cette femme intelligente, belle et forte pour détruire des méchants et sauver l'humanité. La routine quoi ».

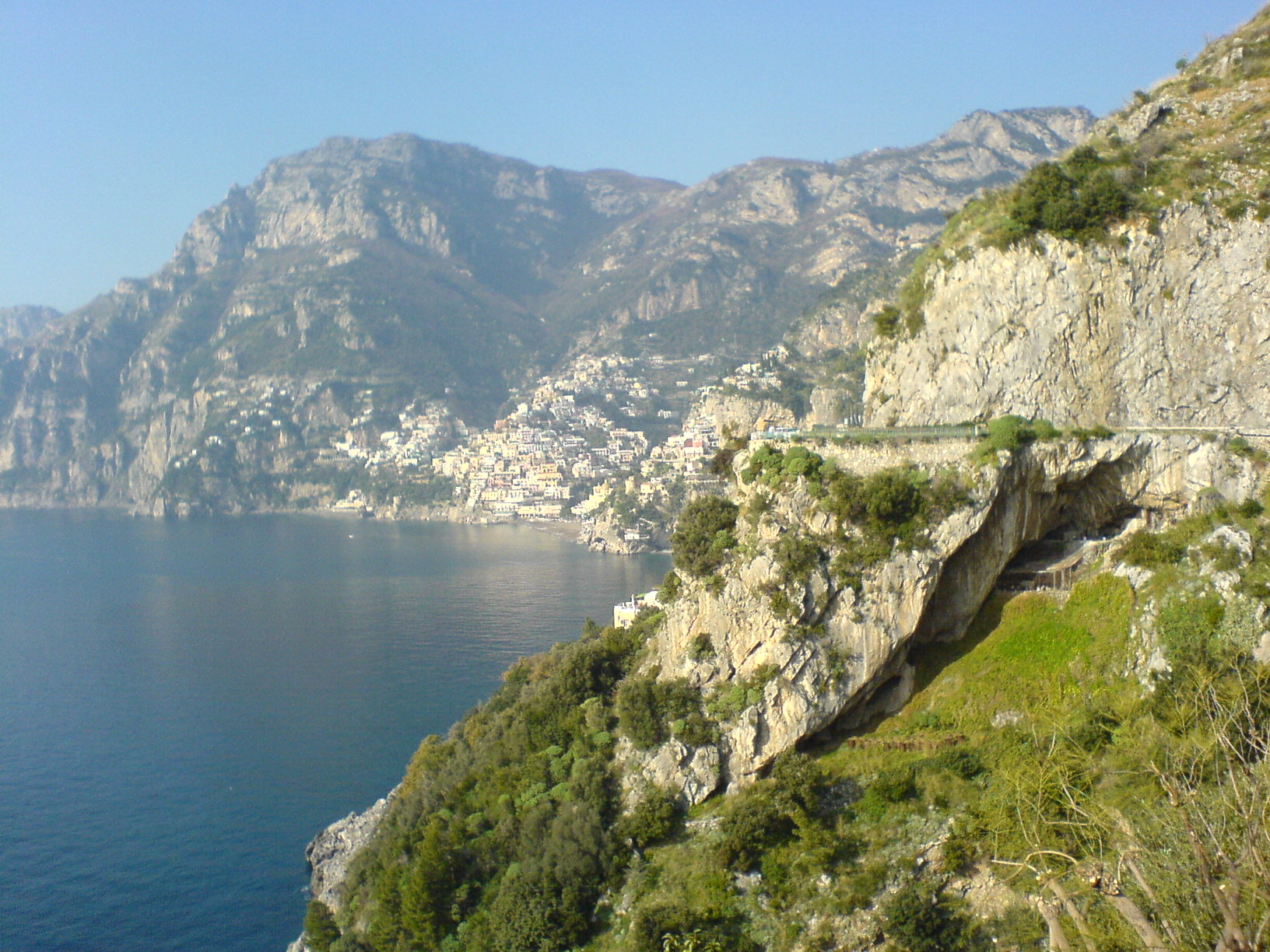
La côte de la commune de Amalfi en Italie sert de lieu de tournage pour l'île de Thémiscyra.

Le 21 novembre 2015, un communiqué de Warner Bros. dévoile sept nouveaux acteurs pour le film : Robin Wright, Danny Huston, David Thewlis, Ewen Bremmer, Saïd Taghmaoui, Elena Anaya et Lucy Davis sans préciser leurs rôles. Le rôle de David Thewlis est connu en avril 2017 ; il doit alors incarner Arès. Quant à Elena Anaya, elle doit jouer le Dr Isabel Maru alias Docteur Poison, après une annonce parue en mai 2017. En janvier 2016, Connie Nielsen rejoint la distribution pour incarner Hippolyte, la mère de la princesse Diana.

### Tournage
Le tournage du film débute en novembre 2015 au Royaume-Uni. La réalisatrice du film, Patty Jenkins, déclare que le tournage devrait avoir lieu au Royaume-Uni, en Italie et en France.
L'île de Thémiscyra, où vivent les Amazones, a été conçue en Italie où les scènes ont été filmées en avril 2016. Les décors servant pour l'île sont la côte de la commune de Amalfi, la côte Cilento, la ville de Craco, la ville de Vieste dans le Gargano et celle de Castel del Monte. La décoratrice responsable des décors du film Aline Bonetto explique qu'elle a voulu créer un « environnement beau, naturel que les Amazones protègent comme l'environnement les protège » et a utilisé les cavités naturelles comme des maisons pour les guerrières. Elle a ensuite ajouté des éléments de décoration artificiels pour contraster avec les formes naturelles et donner un mélange moderne ressemblant aux décors grecs. De plus, le tableau présent dans la chambre de Diana Prince est inspiré du tableau de Boticelli, La Naissance de Vénus car il présage le destin de combattante de la princesse. Durant le tournage du film, les actrices Gal Gadot et Connie Nielsen ont dû suivre une préparation physique et alimentaire intensive pendant six mois. Ainsi, elles suivaient des entraînements journaliers de « deux heures de gymnastique, deux heures de chorégraphie de combat et deux heures de cheval », soit six heures au total. La société de production Warner Bros. a par ailleurs recruté des sportives pour occuper les rôles des Amazones aux côtés de Gal Gadot, comme les athlètes Jenny Pacey et Moe Sasegbon et l'ancienne boxeuse thaïlandaise Madeleine Vall. Gal Gadot évoque aussi des scènes difficiles à tourner, notamment en Angleterre, durant la nuit, où elle n'était vêtue que de son costume de Wonder Woman, couvrant très peu de surface de peau alors qu'il commençait à pleuvoir et que des ventilateurs étaient tournés vers elle. En mai 2016, l'équipe du tournage se déplace à Paris pour y tourner des scènes au musée du Louvre.
Le tournage s'achève finalement le 10 mai 2016 et aura sollicité la présence de plus de deux mille techniciens,. Mais en novembre 2016, le film nécessite le tournage de scènes additionnelles dans les studios de Warner Bros. à Leavesden alors que l'actrice principale est enceinte de cinq mois. Il a alors été décidé de lui appliquer une feuille verte sur le ventre pour pouvoir effacer son ventre grossissant lors de la postproduction par le biais des effets spéciaux,.

## Bande originale
Albums de Rupert Gregson-Williams
Sandy Wexler
(2017)
Bandes originales de l'univers cinématographique DC
Suicide Squad
(2016) Justice League
(2017)
La bande originale du film est composée par Rupert Gregson-Williams et disponible auprès du label WaterTower Music. Rupert Gregson-Williams a également choisi la chanteuse Sia pour participer à la bande originale en interprétant le morceau To Be Human. La réalisatrice Patty Jenkins déclare que le thème consacré à Wonder Woman entendu dans Batman v Superman : L'Aube de la Justice ne figurera pas dans le film car il s'agit d'une musique composée pour un personnage plus mature et expérimenté qu'il ne l'est dans Wonder Woman. Le thème de Wonder Woman dans son propre film correspond plutôt à un personnage romantique, noble et héroïque.

L'écriture des musiques a débuté deux mois avant que le montage final du film ne soit achevé. Par ailleurs, le compositeur a visionné le film « quatre ou cinq fois » dans un délai de cinq semaines et a discuté longuement du personnage de Diana Prince pour composer des musiques en accord avec ce qu'elle souhaite. Rupert Gregson-Williams révèle avoir eu des difficultés à composer les musiques de certaines scènes d'actions où le fait que le personnage principal soit une femme nécessite selon lui de rendre la musique moins agressive. De plus, pour les scènes de romance, le compositeur a dû réussir à composer des musiques pour les caractères différents de Diana Prince qui n'a jamais connu aucun homme et Steve Trevor, fortement marqué par la guerre. 
| 1.    | Amazons of Themyscira |                        | 6:47 |
| 2.    | History Lesson        |                        | 5:16 |
| 3.    | Angel on the Wing     |                        | 3:45 |
| 4.    | Ludendorff, Enough!   |                        | 7:37 |
| 5.    | Pain, Loss & Love     |                        | 5:27 |
| 6.    | No Man's Land         |                        | 8:52 |
| 7.    | Fausta                |                        | 3:20 |
| 8.    | Wonder Woman's Wrath  |                        | 4:06 |
| 9.    | The God of War        |                        | 8:02 |
| 10.   | We Are All to Blame   |                        | 3:11 |
| 11.   | Hell Hath No Fury     |                        | 3:58 |
| 12.   | Lightning Strikes     |                        | 3:35 |
| 13.   | Trafalgar Celebration |                        | 4:50 |
| 14.   | Action Reaction       |                        | 5:54 |
| 15.   | To Be Human (en)      | Sia featuring Labrinth | 4:00 |
| 78:38 |                       |                        |      |

## Accueil

### Promotion
Dès le mois de mai 2017, Warner Bros., chargé de produire et distribuer le long métrage dévoile une première vidéo promotionnelle de ce dernier à l'occasion de la diffusion du dernier épisode de la seconde saison de la série Supergirl, dans laquelle les actrices de la série mettent en valeur le personnage de Wonder Woman.
Les moyens alloués à la publicité diffusée en ligne ou à la télévision s'élèvent à 3 millions de dollars à cinq semaines avant la sortie du film ; en comparaison, ceux du film Suicide Squad atteignaient 2,6 millions de dollars. De plus, la société de production noue des contrats publicitaires avec plusieurs entreprises, notamment la marque de vente de rasoirs Wilkinson et la marque de distribution de produits diététiques ThinkThin. Pourtant, de nombreux médias s'indignent et constatent un manque de moyens consacrés à la promotion du film. En réalité, les publicités dédiées au film ont été diffusées à de nombreuses reprises mais lors d'événements touchant à un plus large public, comme des festivals (comme WonderCon ou South by Southwest), des cérémonies (par exemple, lors des Kids Choice Awards) ou encore durant des événements sportifs (comme la finale de la National Collegiate Athletic Association). Cependant, les vidéos publicitaires mises en ligne sur Internet sont moins nombreuses pour ce film (14 au total) que pour d'autres de l'univers cinématographique de DC Comics (30 pour Suicide Squad et 31 pour Batman v Superman : L'Aube de la Justice),.
De plus, les médias soulèvent le problème d'une contradiction entre les partenariats publicitaires autour du film et la promotion du féminisme voulu par le film. Le site féministe The Mary Sue déclare ainsi que « cette promotion est emplie des messages ambivalents que véhiculent des normes irréalistes, imposées aux femmes toute leur vie » tandis que d'autres jugent que Wonder Woman « est supposée être l’une des plus puissantes superhéroïnes de l’Histoire, mais elle est aussi une jeune fille naïve et incroyablement innocente, qui ne connaît rien aux hommes ou à l’amour »,,.

### Sortie
Premièrement fixée au 23 juin 2017, Warner Bros., en avril 2016, décide d'avancer la date de sortie de deux semaines pour la fixer au 2 juin 2017.
L'avant-première mondiale du film se tient au Pantages Theatre de Los Angeles le 25 mai 2017,. À cette occasion, l'actrice Gal Gadot, interprète de Diana Prince/Wonder Woman depuis 2016 rencontre l'actrice Lynda Carter, ayant incarné le même personnage dans la série télévisée diffusée entre 1975 et 1979.

### Accueil critique
Aux États-Unis, le film reçoit des critiques élogieuses. L'agrégateur de notes américain Metacritic lui attribue ainsi un score de 76 sur 100 en se basant sur une cinquantaine de critiques.
Il est également élu à la 1re place des meilleurs films de super-héros de tous les temps par le site de critiques Rotten Tomatoes, avec plus de 92 % de critiques positives et une note de 7.5/10.
En France, la presse salue les efforts fournis afin de ne pas faire ressembler l'héroïne à un objet sexuel (comme cela a pu être le cas dans les films Catwoman, sorti en 2004 ou Elektra, sorti en 2005), elle possède en effet les qualités d'une combattante et d'une intellectuelle tout en ne faisant pas disparaître ses caractéristiques féminines. De plus, le personnage est dépourvu de stéréotypes et devient l'égal de l'homme. Le magazine Le Point prédit alors que ce « long-métrage devrait ouvrir la voie à d'autres blockbusters féminins »,. Cependant, d'autres critiques dénoncent le fait que le film profite de l'émergence du mouvement féministe pour transformer le film en un objet mercantile alors que l'histoire n'est pas approfondie, le journal Libération conclut ainsi que « Wonder Woman ne parle de rien, ni de condition de la femme ni de mythologie, encore moins de civilisation » et que le film est « insupportable, dans sa représentation de la Grande Guerre ». La plupart des critiques s'accordent toutefois en faisant l'éloge de la performance de l'actrice Gal Gadot, qualifiée de « créature somptueuse et néanmoins sensible, comédienne radieuse, elle est filmée comme une désirable icône humaniste » par le magazine Télérama, tout en appréciant les effets spéciaux dans les scènes d'actions,.
Sur Allociné, il reçoit la moyenne presse de 3,1 / 5 ; sur SensCritique, il obtient la note de 5,8 / 10, basée sur plus de 26 000 avis.

### Box-office
Lors de son exploitation, le film bat plusieurs records. D'abord, pour son premier week-end d'exploitation, le film récolte plus de 200 millions de dollars de recettes. Wonder Woman devient dès lors le plus gros succès commercial lors de son premier week-end d'ouverture pour un film réalisé par une femme, devançant ainsi Cinquante nuances de Grey ayant obtenu 85 millions de dollars de recettes. Deuxièmement, après quatre semaines d'exploitation aux États-Unis, le film récolte 346,6 millions de dollars et dépasse ainsi les résultats obtenus par Batman v Superman : L'Aube de la Justice en douze semaines (soit 330 millions de dollars), Suicide Squad en quatorze semaines (pour 325 millions de dollars) et Man of Steel en quatorze semaines (avec 291 millions de dollars) et se hisse donc à la première place des plus gros succès de l'univers cinématographique de DC Comics et à la troisième pour les adaptations des bandes dessinées de DC Entertainment,.
| Pays ou région        | Box-office        | Date d'arrêt du box-office | Nombre de semaines |
| --------------------- | ----------------- | -------------------------- | ------------------ |
| États-Unis Canada     | 412 815 408 $     | 9 novembre 2017            | 23                 |
| Chine                 | 90 498 909 $      | 30 juillet 2017            | 9                  |
| France                | 2 165 068 entrées | 3 septembre 2017           | 12                 |
| Total hors États-Unis | 410 009 114 $     | 19 décembre 2017           | 23                 |
| Total mondial         | 822 824 522 $     | 19 décembre 2017           | 23                 |

### Controverses
Pour sa sortie, le film Wonder Woman est interdit dans plusieurs pays arabes. Le premier pays à remettre en cause la diffusion du film au cinéma est le Liban. En effet, le pays accuse l'actrice principale, de nationalité israélienne, d'avoir effectué deux années durant son service militaire alors que la plupart des pays arabes et Israël sont en guerre. La Jordanie et nombre de ses ressortissants ont également dénoncé le fait que Gal Gadot ait combattu pour l'armée israélienne. La diffusion du film a également été suspendue en Tunisie le temps d'examiner une demande d'interdiction de la part d'un parti politique. La polémique s'est aussi nourrie du fait que l'actrice avait publié sur des réseaux sociaux un message de soutien à l'armée de son pays lors de la guerre de Gaza.
En Israël, loin de faire polémique, la presse se félicite de la présence de l'actrice dans une production américaine et met en avant le fait que parmi les acteurs israéliens, « aucun n’est allé aussi loin que Gal Gadot ». Le journal américain Los Angeles Times rappelle que Ayelet Zurer, également de nationalité israélienne, avait obtenu le rôle de Lara Lor-Van, la mère biologique de Superman dans Man of Steel en 2013.

## Distinctions
Entre 2017 et 2018, le film Wonder Woman a été sélectionné 104 fois dans diverses catégories et a remporté 32 récompenses,.
Habituellement, les films mettant en scène des super-héros sont peu récompensés par les acteurs de l'industrie cinématographique mais vu le succès critique et commercial de Wonder Woman et après l'obtention de l'Oscar des meilleurs maquillages et coiffures pour Alessandro Bertolazzi, Giorgio Gregorini et Christopher Nelson pour leur travail dans Suicide Squad, la société de production Warner Bros. envisage dès le mois de juillet 2017 de faire concourir le film pour l'obtention des récompenses remises par l'Academy of Motion Picture Arts and Sciences, notamment dans les catégories « meilleur film » et « meilleure réalisatrice »,.

### Récompenses
- Teen Choice Awards 2017
  - Meilleur film d'action/aventure
  - Meilleure actrice dans un film d'action pour Gal Gadot
  - Meilleur acteur dans un film d'action pour Chris Pine
- 23e cérémonie des Critics' Choice Movie Awards : Meilleur film d'action

### Nominations
- Teen Choice Awards 2017[97],[98] :
  - Meilleur film de l'été
  - Meilleure actrice de cinéma de l'été pour Gal Gadot
  - Meilleur acteur de cinéma de l'été pour Chris Pine
  - Meilleure alchimie au cinéma pour Gal Gadot et Chris Pine
  - Meilleur baiser pour Gal Gadot et Chris Pine
- 23e cérémonie des Critics' Choice Movie Awards :
  - Meilleurs effets visuels
  - Meilleurs costumes

## Analyse
Une analyse du professeur Christian-Georges Schwentzel de l'université de Lorraine évoque une ressemblance entre Wonder Woman/Diana Prince et plusieurs figures mythologiques. Le personnage est associé à la déesse mésopotamienne Ishtar, déesse de l'amour et de la guerre, accompagnant le roi sur le champ de bataille en se battant « comme une lionne déchaînée », comme Wonder Woman se donne pour objectif de défendre le monde. De plus, la déesse s'offrait au roi sumérien vu comme un héros, à l'image du personnage de Steve Trevor, l'amant de Diana Prince et pilote pour l'armée américaine. Le personnage est également comparé à la déesse égyptienne à tête de lion Sekhmet, capable de se transformer en une chatte du nom de Bastet, pour illustrer la balance entre guerre et amour qui caractérise l'aspect combatif et désirable de Wonder Woman. Le personnage de Wonder Woman puise aussi ses inspirations dans la déesse grecque Athéna puisque toutes les deux sont à la fois vierges et guerrières. L'histoire de Wonder Woman est quant à elle aussi inspirée par le mythe des Amazones, habitant la ville de Thémiscyra gouvernée par la reine Hippolyté : en effet, les Amazones de l'histoire de Wonder Woman vivent sur une île du nom de Thémiscyra et sont dirigées par la reine Hippolyte, la mère de la princesse Diana. En revanche, l'île présente dans l'histoire conçue par William Moulton Marston correspond à l'île de Lemnos, sur laquelle les femmes avaient décidé de tuer leurs époux et vivre entre femmes jusqu'au débarquement de héros masculins, les Argonautes, à l'image de l'arrivée de Steve Trevor sur l'île. Selon l'analyse, le film réalisé par Patty Jenkins reprend ces fantasmes par l'intermédiaire de son actrice principale, Gal Gadot, considérée comme ayant un physique hors du commun (élue Miss Israël en 2004) alors qu'elle a également servi dans l'armée israélienne durant deux ans,,. 

La princesse Diana est notamment comparée aux divinités égyptienne Sekhmet et Bastet, pour illustrer son aspect guerrier et désirable.
La déesse égyptienne Sekhmet, représentée par une tête de lion. Elle est la déesse de la guerre.
La déesse égyptienne Bastet, représentée par une tête de chat. Elle est la déesse de la guérison.

Une autre analyse de la professeure Jill Lepore de l'université Harvard concerne le caractère féministe du personnage de Wonder Woman/Diana Prince. En effet, à ses débuts, le personnage est conçu comme un modèle « pour les enfants et les jeunes, d’une femme forte, libre et courageuse ; pour combattre l'idée que les femmes sont inférieures aux hommes ». Ainsi, plusieurs éléments permettent de concevoir une nouvelle image de la femme. Les accessoires de Wonder Woman, par exemple, comme son lasso permettant de déceler les mensonges ou ses bracelets inspirés de ceux portés par Olivia Byrne, l'amante de l'auteur se décrivant comme féministe, permettent de donner une image féministe au personnage. Aussi, le personnage apparaît durant la Seconde Guerre mondiale (en 1941), qui rend les femmes plus autonomes et importantes vis-à-vis des hommes et leur permet ainsi de s'identifier à un symbole fort de combativité. Durant les années 1970, le personnage prend de l'ampleur avec la deuxième vague féministe, qui voit l'arrivée de nouveaux droits pour les femmes (comme celui à l'avortement),.

Une femme brandit une pancarte de Wonder Woman (interprétée par Lynda Carter), symbole féministe, lors de la marche des femmes à Washington le 21 janvier 2017 pour protester contre le sexisme du président Donald Trump.

Plusieurs journalistes et chercheurs s'interrogent pourtant sur le caractère féministe retransmis dans le film. De cette façon, pour certains auteurs, le film reflète bel et bien une certaine vision de l'émancipation des femmes, quand pour d'autres le film est autant masculinisé que la plupart des longs métrages de l'industrie cinématographique,. En effet, les auteurs qui défendent le point de vue féministe apporté par le film mettent en avant le fait qu'il a été pensé pour être féministe, grâce à une femme officiant comme réalisatrice, ce qui peut avoir pour conséquences de modifier le rôle de Diana Prince : au lieu d'être un objet de désir conçu pour les hommes, elle devient un symbole de puissance. L'actrice principale Gal Gadot prend également position de ce côté en déclarant que le personnage défend l'égalité entre les sexes, ce qui s'illustre notamment dans une scène du film où « elle rentre dans une pièce réservée aux hommes, parce qu'elle ne comprend pas qu'on puisse lui interdire d'assister à une réunion. Pour elle, il n'y a aucune différence entre les deux sexes »,.
Les auteurs affirmant que le film n'est pas plus féministe qu'un autre pointent tout d'abord du doigt le fait que dans l'histoire, le personnage principal est dirigé par les hommes, la princesse Diana est ainsi amenée à la vie par Zeus, embarque sur un bateau avec un pilote américain lui décrivant un monde inconnu et chez qui elle trouvera la force de vaincre le dieu Arès. De plus, le film utiliserait simplement le prétexte d'être féministe à des fins mercantiles comme cela a pu être le cas pour des publicités pour les entreprises Pepsi ou H&M. Le film est certes réalisé par une femme et le rôle principal est aussi occupé par une femme, mais il reste scénarisé par un homme et produit par une majorité d'hommes (sur douze producteurs, deux sont des femmes), d'autant plus que l'un d'entre eux, Steven Mnuchin, est membre du gouvernement de Donald Trump, souvent jugé machiste,, et très peu de femmes sont présentes à l'écran. Le changement de réalisatrice survenu (entre Michelle MacLaren et Patty Jenkins) serait en fait dû à la volonté de l'ancienne réalisatrice de ne pas céder face aux exigences des producteurs. Finalement, le film serait une simplification du féminisme, car celui-ci reste trop compliqué à mettre en œuvre au cinéma.

## Autour du film

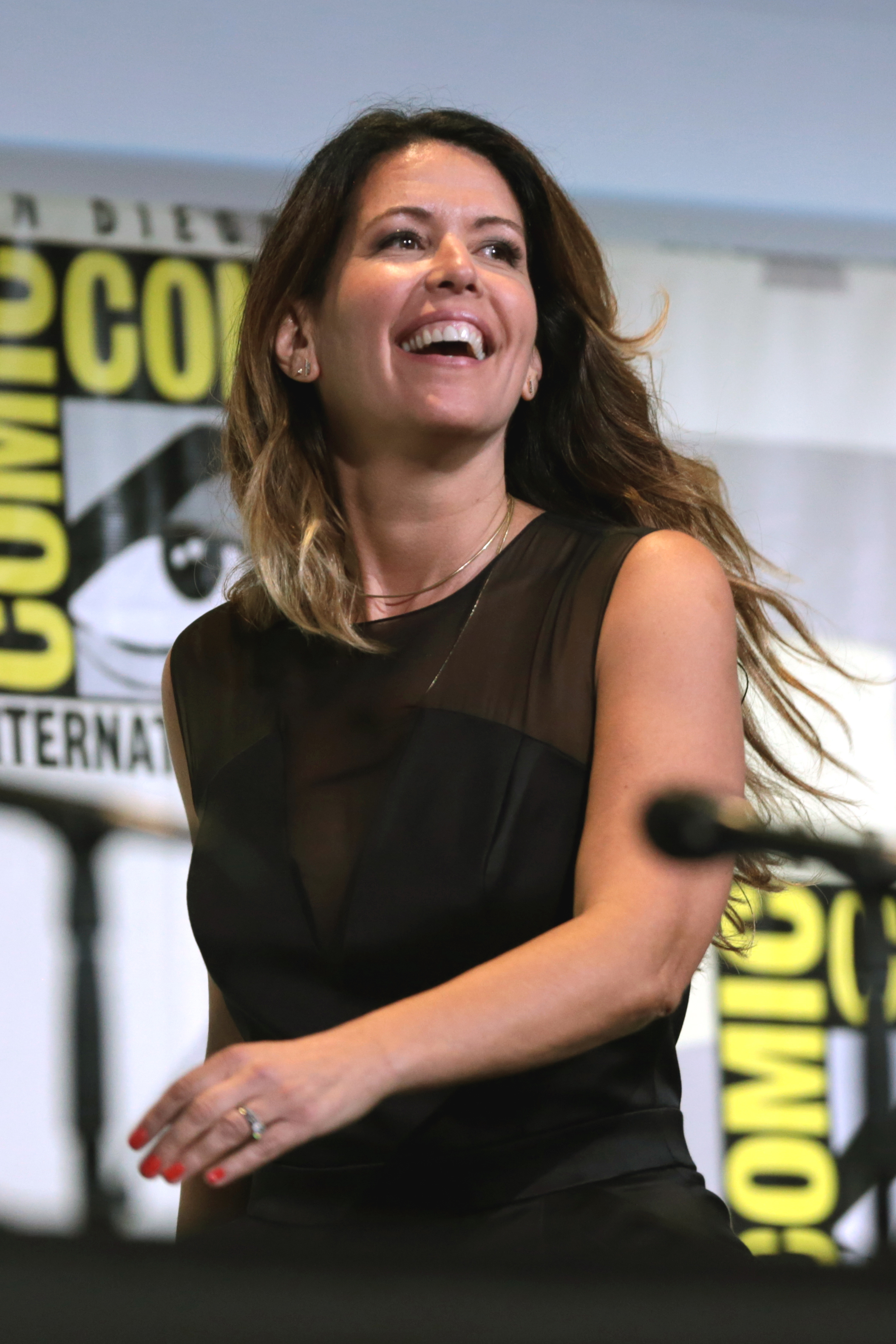
Patty Jenkins met en promotion Wonder Woman en 2016 à San Diego Comic-Con International.

### Contexte de tournage
Le film a la particularité d'avoir été réalisé par une femme dans un milieu essentiellement composé d'hommes. Le chercheur Nicolas Labarre de l'université Bordeaux Montaigne explique que « les femmes occupent historiquement une place marginale dans le cinéma hollywoodien. Le fond du problème est cette idée reçue que les femmes ne peuvent pas être à la tête de films d’action. C’est une prophétie autoréalisatrice » d'autant plus que les bandes dessinées de super-héros ont été conçues pour un public masculin et que les personnages féminins sont généralement issus ou accompagnés d'un autre personnage masculin. Wonder Woman est ainsi le premier film en douze années à mettre en scène un personnage principal féminin, le dernier étant Elektra sorti en 2005 mais envers lequel ni les critiques ni les spectateurs n'ont été favorables, ce qui a conduit par la suite les sociétés de production cinématographique à éviter de réaliser des films de super-héroïne.

### Suite
Après le succès économique du film Wonder Woman, la société de production Warner Bros. a annoncé le développement d'une suite, prévue pour 2019. Patty Jenkins a été réengagée pour réaliser la suite, intitulée Wonder Woman 1984. Cette suite est sortie fin 2020 aux États-Unis.